# Anna Pàvlova
Anna Matfeievna Pavlova (en rus: А́нна Матве́евна Па́влова) (Sant Petersburg, 12 de febrer de 1881 (?) – La Haia 23 de gener de 1931) va ser una famosa ballarina de ballet russa que va debutar el 1901.

## Biografia
Va nàixer a Sant Petersburg al si d'una humil família. Sa mare era bugadera a la casa d'un banquer jueu, Lazar Poliakov (1843-1914). Segons certes fonts i rumors Poliakov hauria sigut son veritable pare. S'ignora la data de naixement i el nom del pare. Segons els seus records, son pare va morir quan tenia dos anys. En els seus records, mai no va parlar gaire de la seua herència paterna.
El seu anhel per al ballet s'ha despertat quan amb sa mare va assistir a una representació de La Bella Dorment de Txaikovski en una coreografia de Marius Petipa.
El 1889, quan tenia probablement vuit anys va ser rebutjada per l'Escola Imperial de Ballet per no tenir l'edat mínima. Dos anys més tard, hi va ser admesa. Va estudiar amb Ekaterina Vazem (1848-1937), N. G. Legat, P. A. Gerdt i Enrico Cecchetti. Hi va romandre fins als setze anys. Gerdt, Johansson i Sokolova van ser els seus mestres en ballet clàssic. Després va ballar al Teatre Mariïnski.
De 1901 al 1913 va recórrer Europa amb els ballets de Serguei Diàguilev. Dos anys més tard va formar la seua pròpia companyia. Unia aptituds com a coreògrafa amb grans dots d'actriu. No va aportar innovacions creadores: sobreeixí essencialment en la interpretació dels ballets romàntics.
Pàvlova va canviar per sempre l'ideal de les ballarines. Pels anys 1890, hom esperava de les ballarines del Teatre Mariïnski que excel·liren tècnicament. Això significava normalment tenir un cos poderós, musculós i compacte. Pàvlova era prima, d'aparença delicada i etèria, perfecta per als papers romàntics com el ballet Giselle (1841) d'Adolphe Adam (1803-1856). Els seus peus eren extremadament arquejats; tant és així que va reforçar les sabates de punta afegint-hi un tros de cuir dur en les soles per suportar i aplanar el cos de la sabata. En aquell temps, molts van notar aquest «engany», de manera que Pàvlova va retocar totes les seues fotos per ocultar la plataforma del boxy. Però, finalment, aquesta va esdevenir la sabata pointe moderna, ja que funciona menys dolorosament i més fàcilment per al peu arquejat.

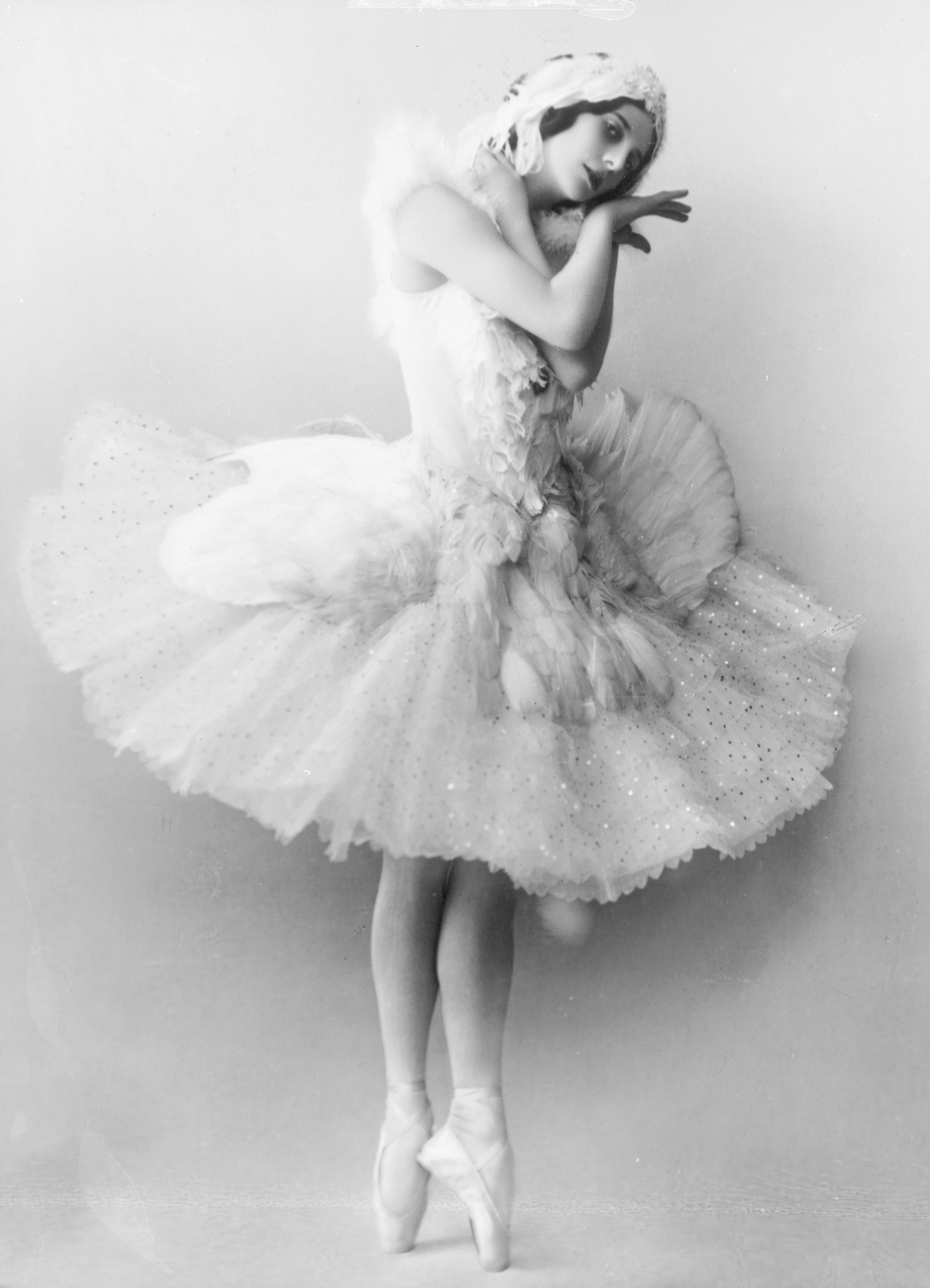
Anna Pàvlova, La mort del cigne

La seua peça de dansa més famosa era La mort del cigne, amb una coreografia feta expressament per a ella per Michel Fokine, amb la música d'«El cigne» de l'obra El carnaval dels animals de Camille Saint-Saëns. Altres interpretacions en les quals va destacar van ser El llac dels cignes, Giselle, Les Sílfides i Coppélia.
Va morir de pleuresia a La Haia, Països Baixos, poc abans de complir els cinquanta anys, mentre estava de gira. Els metges li havien aconsellat descansar i abandonar la dansa, però no va poder. El seu darrer desig fou ser amortallada amb el vestit que duia per a ballar La mort del cigne. Les seues últimes paraules van ser: «Toqueu aquell últim compàs molt suaument». L'endemà de la seua mort l'orquestra de Sant Petersburg, va tocar La Mort del cigne amb un sol projector que il·luminava l'escenari buit. Va ser incinerada, els serveis fúnebres es van fer en l'església Ortodoxa Russa de Londres i va ser enterrada al cementeri Golders Green. L'any 2001 les seues restes van ser traslladades al cementiri de Novodévitxi de Moscou, d'acord amb la seua voluntat i després d'una considerable controvèrsia.

## Llegat

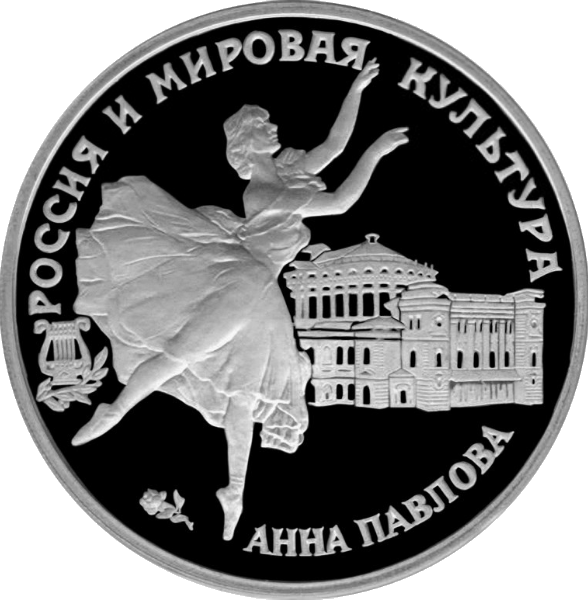
Moneda commemorativa del Banc Central de Rússia

Pàvlova va inspirar el coreògraf Frederick Ashton (1904–1988), que quan tenia 13 anys la va veure ballar al Teatre Municipal de Lima, Perú.
La darreria pavlova, feta de merenga amb fruita i nata muntada hauria sigut anomenada en honor seu, si bé aquesta etimologia roman discutida. Tant Nova Zelanda com Austràlia en reclamen el crèdit.
Les danses de Pàvlova van inspirar moltes obres d'art del pintor irlandès John Lavery. El crític de The Observer va escriure el 16 d'abril de 1911: «El retrat del senyor Lavery de la ballarina russa Anna Pàvlova, atrapat en un moment de moviment agraciat i sense pes... El seu vol miraculós, semblant a una ploma, que sembla desafiar la llei de gravitació».
La Jarabe Tapatío, coneguda en anglès com el Ball del barret mexicà, va guanyar popularitat fora de Mèxic quan Pàvlova va crear una versió escenificada amb sabates de punta, per a la qual el seu adorat públic mexicà l'ha dutxat amb barrets. Després, el 1924, el Jarabe Tapatío va ser proclamat dansa nacional de Mèxic.
Pàvlova apareix com un personatge, interpretat per Maria Tallchief, a la pel·lícula de 1952 Million Dollar Mermaid.
El botànic Roger William Butcher l'any 1952, va circumscriure Pàvlova que és un gènere d’algues, pertanyent a la família Pavlovaceae. Això es va anomenar així, perquè «el moviment de l'espècie tipus, Pavlova gyrans, és positivament ballètic».
L'any 1980, Igor Carl Faberge va llicenciar una col·lecció de copes de vi de vidre de plom de 8 polzades per commemorar el centenari del naixement de Pàvlova. Les ulleres es van fabricar al Japó sota la supervisió de The Franklin Mint. A la tija de cada got apareix una imatge glaçada de Pàvlova. Originalment, cada conjunt contenia 12 gots.
La vida de Pàvlova es va representar a la pel·lícula de 1983 Anna Pavlova.
Un McDonnell Douglas MD-11 de la companyia aèria holandesa KLM, amb el registre PH-KCH portava el seu nom. Va ser lliurat el 31 d'agost de 1995.
Pàvlova apareix com un personatge a la novel·la de Rosario Ferre de 2001, Flight of the Swan.
Pàvlova apareix com un personatge al quart episodi de la sèrie britànica Mr Selfridge (2013), interpretada per la ballarina de la vida real Natalia Kremen.
Anna Pàvlova va aparèixer en un manga anomenat The War of Greedy Witches (2020), com a lluitadora i una de les 32 participants.

## Sabates de punta
Els peus de Pàvlova estaven extremadament arquejats, així que va reforçar la seva sabata de punta afegint un tros de cuir dur a les soles per suportar i aplanar la caixa de la sabata. Aleshores, molts consideraven això d'engany, perquè a una ballarina de l'època se li va ensenyar que ella, no les sabates, havia d'aguantar el seu pes en punta. En el cas de Pàvlova, això va ser extremadament difícil, ja que la forma dels seus peus l'obligava a equilibrar el seu pes sobre els dits grossos. La seva solució es va convertir, amb el temps, en la precursora de la sabata de punta moderna, ja que el treball de punta es va fer menys dolorós i més fàcil per als peus corbats. Segons la biografia de Margot Fonteyn, a Pàvlova no li agradava l'aspecte de la seva invenció a les fotografies, de manera que l'eliminaria o es modificaven les fotografies de manera que semblés que utilitzava una sabata de punta normal.

## Notació coreogràfica
A principis del segle xx, l'Imperial Ballet va iniciar un projecte que destacava gran part del seu repertori en el mètode Stepanov de notació coreogràfica. La majoria de les coreografies anotades es van gravar mentre els ballarins es portaven a través dels assajos. Després de la revolució de 1917, aquesta col·lecció de notació va ser retirada de Rússia per l'antic regidor del Ballet Imperial Nicholas Sergeyev, que va utilitzar aquests documents per posar en escena obres com El Trencanous, La Bella Dorment i El Llac dels Cignes, així com les versions definitives de Marius Petipa. de Giselle i de Coppélia pel Ballet de l'Òpera de París i el Ballet Vic-Wells de Londres (precursor del Royal ballet). Les produccions d'aquestes obres van constituir la base a partir de la qual es basarien en una mesura o altra totes les versions posteriors. Finalment, aquestes anotacions van ser adquirides per la Universitat Harvard i ara formen part de la memòria cau de materials relacionats amb el Ballet Imperial conegut com la Col·lecció Sergeiev que inclou no només els ballets anotats, sinó també les partitures d'assaig que utilitzava la companyia a principis del segle xx.
Les anotacions de Giselle i la Paquita de llarga durada es van registrar c. 1901 –1902 mentre que el mateix Marius Petipa va portar Anna Pàvlova a través dels assajos. Pàvlova també s'inclou en algunes de les altres coreografies destacades quan va participar en actuacions com a solista. Diverses de les reduccions de violí o de piano utilitzades com a partitures d'assaig reflecteixen les variacions que Pàvlova va triar per ballar en una actuació concreta, ja que, en aquella època, les variacions clàssiques sovint eren interpretades ad libitum, és a dir, a elecció del ballarí. Una variació, en particular, va ser interpretada per Pàvlova en diversos ballets, composta per Riccardo Drigo per a l'actuació de Pàvlova al ballet Le Roi candaule de Petipa que compta amb una arpa solista. Aquesta variació encara es representa en els temps moderns en la posada en escena del Ballet Mariinsky de la Paquita grand pas classique.

## Filmografia
| Any  | Títol                   | Paper   | Nota         |
| ---- | ----------------------- | ------- | ------------ |
| 1916 | La noia muda de Portici | Fenella |              |
| 1925 | El cigne moribund       | Cigne   | Curtmetratge |